# Les Huit Vertus bafouées
Pour plus de détails, voir Fiche technique et Distribution.
 Les Huit Vertus bafouées (ポルノ時代劇 忘八武士道, Poruno jidaigeki: Bōhachi bushidō) est un jidai-geki érotique réalisé par Teruo Ishii, sorti en 1973.

## Synopsis
Shino Asu, un rōnin hors-la-loi, est sauvé par le clan Bohachi et commence à travailler pour leur patron.

## Fiche technique
- Titre : Les Huit Vertus bafouées[3]
- Titre original : ポルノ時代劇 忘八武士道 (Poruno jidaigeki: Bōhachi bushidō?)
- Réalisation : Teruo Ishii
- Scénario : Susumu Saji (ja), d'après le manga Bōhachi bushidō écrit par Kazuo Koike et dessiné par Gōseki Kojima
- Photographie : Jūhei Suzuki
- Montage : Isamu Ichida (ja)
- Décors : Akira Yoshimura
- Musique : Hajime Kaburagi (ja)
- Production : Kōji Shundō (ja) et Keiichi Hashimoto
- Société de production : Tōei
- Société de distribution : Tōei
- Pays d'origine :  Japon
- Langue originale : japonais
- Format : couleur - 2,35:1 - 35 mm - son mono
- Genre : jidai-geki - film érotique
- Durée : 81 minutes
- Date de sortie : 
  - Japon : 3 février 1973[1]

## Distribution
- Tetsurō Tanba : Shinō Ashita
- Gorō Ibuki : Kesazō
- Yuriko Hishimi (ja) : Omon
- Tatsuo Endō (ja) : Shirobei Daimon
- Shōki Fukae (ja) : Sanjirō Kada
- Ryōhei Uchida : Kurosuki no Kokaku